# Neustift (Inzersdorf)

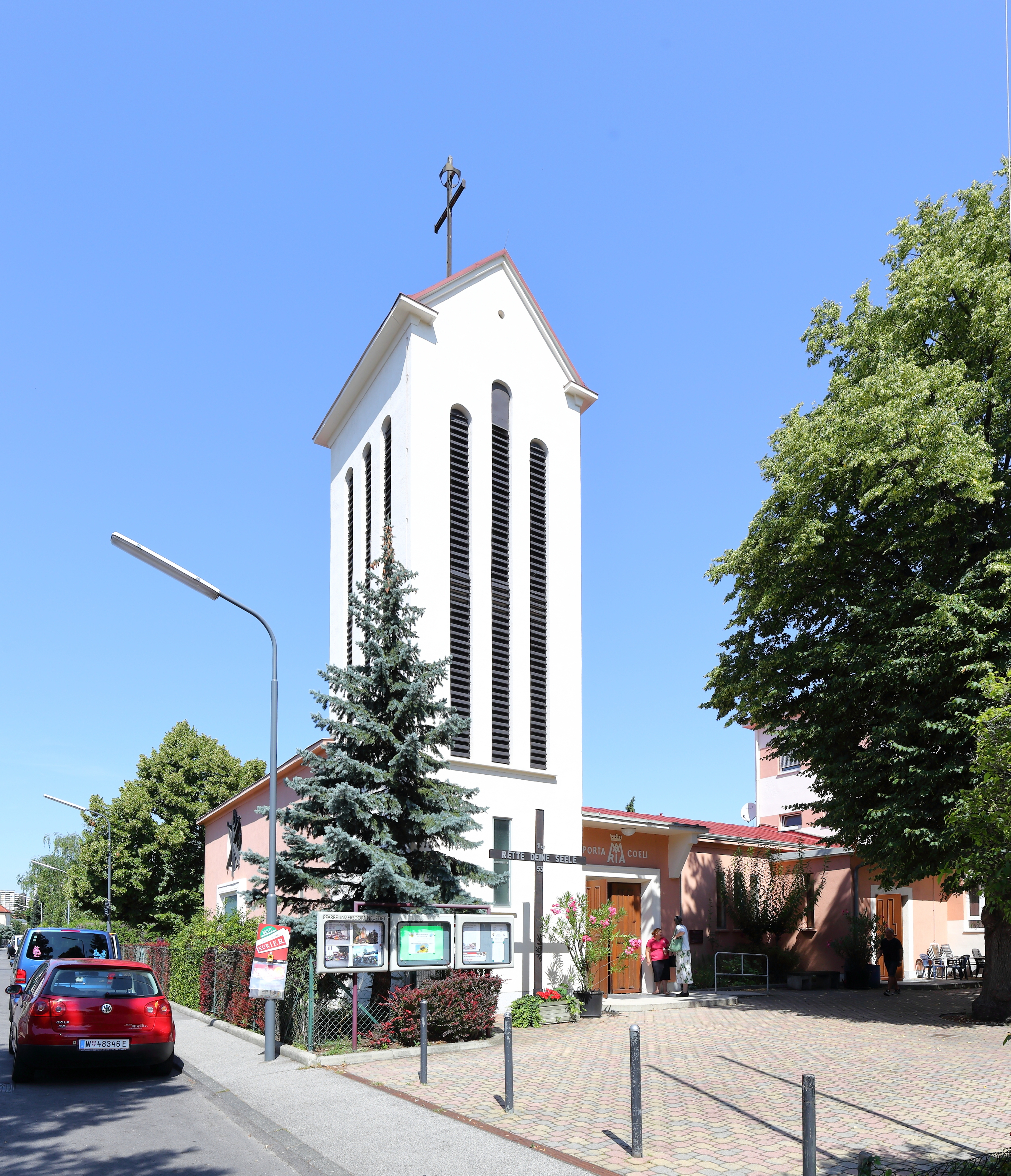
Kirche Inzersdorf-Neustift (Bis Ende August 2025 Pfarrkirche)

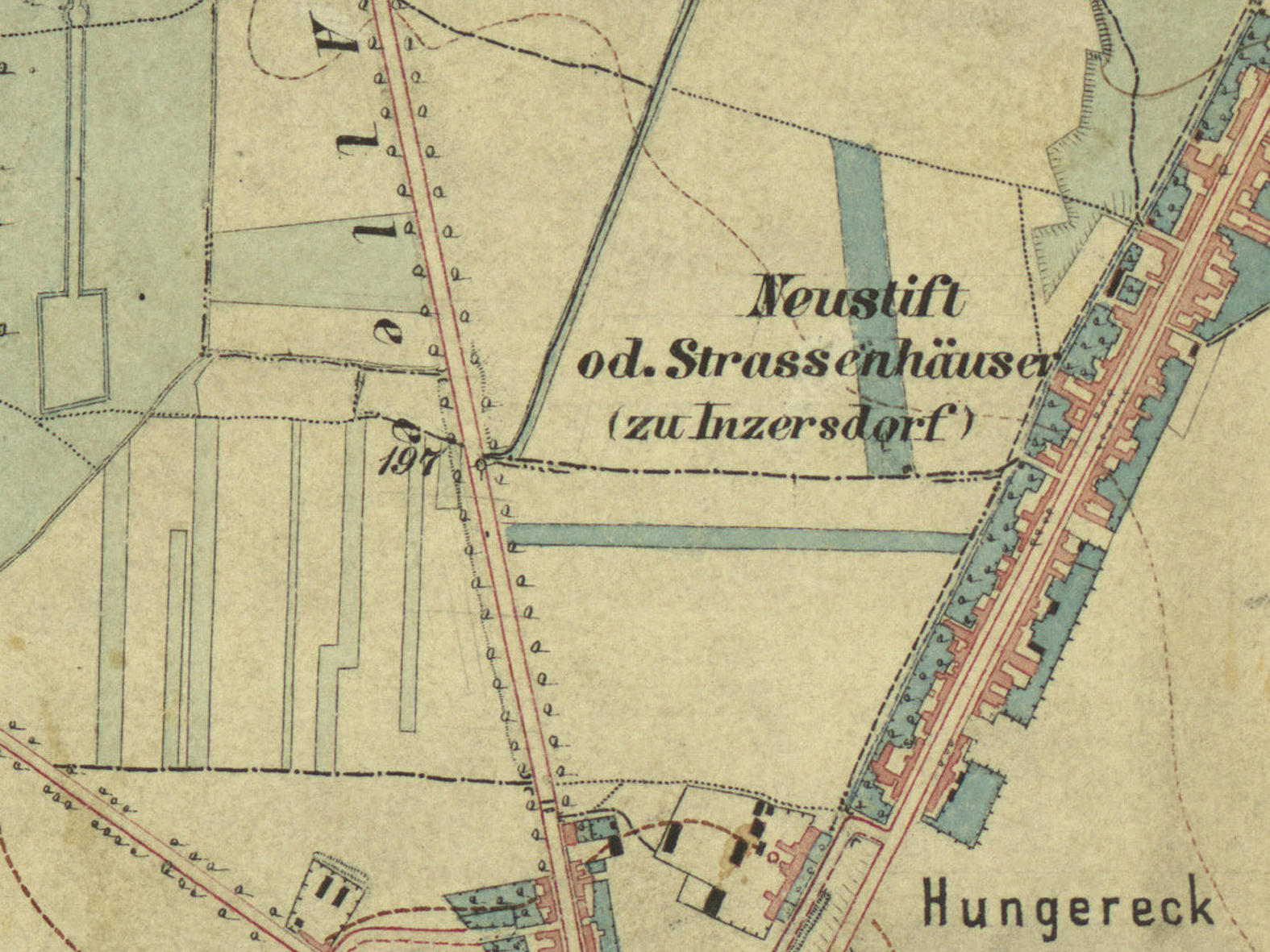
Plan von Neustift im Jahr 1872

Neustift (auch: Straßenhäuser) ist ein Stadtteil Wiens. Er liegt im Bezirksteil Inzersdorf des 23. Gemeindebezirks Liesing.

## Geographie
Neustift befindet sich im Südwesten von Inzersdorf beiderseits der Triester Straße. Mit Neu-Erlaa im Süden bildet Neustift den statistischen Zählbezirk Neu-Erlaa-Neustift. In geologischer Hinsicht besteht der Stadtteil aus quartärem Lehm und Lösslehm im Norden und Pleistozän-Schotter im Süden.

## Geschichte
Neustift wurde 1773 als neuer Ortsteil der damals selbstständigen Herrschaft Inzersdorf unter dem Grundherrn Ferdinand Bonaventura II. Anton Graf von Harrach gegründet. Die Ansiedlung bestand ursprünglich aus acht Häusern für Fuhrleute, Schmiede und Sattler. Durch die verkehrsgünstige Lage direkt an der Triester Straße entwickelte sich Neustift in der Gründerzeit zu einer langgestreckten Handwerker- und Arbeitersiedlung, die von der Sterngasse im Norden, der Hungereckstraße im Osten, der Godowskygasse im Süden und der Sobotagasse im Westen begrenzt war. Auf der Schwarzen Haide etwas außerhalb des alten Siedlungskerns wurde 1931 die römisch-katholische Pfarrkirche Inzersdorf-Neustift erbaut.

## Verkehr
Zwischen Kinskygasse und Sobotagasse befindet sich die Station Inzersdorf Lokalbahn der Lokalbahn Wien-Baden, die dahinterliegende Remise ist seit der Aufgabe der Remise Wolfganggasse im Jahr 2022 der Hauptstützpunkt der Lokalbahn im Raum Wien.